# 燕山君
燕山君（ヨンサングン/えんざんくん、1476年11月23日 - 1506年11月20日、在位：1494年12月29日（1495年1月25日） - 1506年9月2日（9月18日））は、李氏朝鮮の第10代国王。名は㦕（りっしんべんに隆）（りゅう/ユン、융）。第11代国王中宗の異母兄。第7代国王世祖の曾孫で、朝鮮王朝史上前例のない暴君とされる。

## 生涯

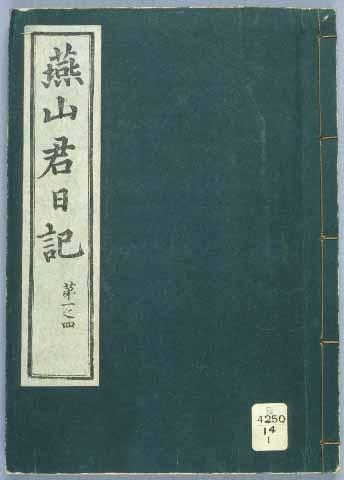
燕山君日記

### 誕生から即位
第9代国王成宗の長男として生まれた。母は廃妃尹氏（斉献王后）。生母尹氏は、成宗の最初の王妃であった恭恵王后韓氏が1474年に死去すると1476年に正妃の位に登ったが、その3年後の1479年に王妃から嬪の位に降格された。さらには成宗の顔に傷をつけたため、1482年、王命により賜薬（死薬）を下され28歳でこの世を去った。
その後、長男であった㦕は、1483年に7歳で王世子（王太子）に冊封された。1494年成宗が薨去すると、同年12月29日に18歳でそのまま王位に登った。王妃は居昌慎氏。
即位当初は、学問を奨励した成宗時代の気品と秩序は維持されていた。燕山君は貧民を救済して、『国朝宝鑑』など多くの書籍を編纂し、女真族などの外勢の侵略を阻んで城を築くなど、安定した政治を行った。

### 背徳政治と苛烈な粛清、そして失脚
しかし時がたつにつれて、治世4年後から燕山君の悪行が目立ち始めた。燕山君は3度にわたって功臣に対する粛清事件（士禍）を引き起こした。また戚臣の任士洪（イム・サホン）と宦官（内侍）の金子猿（キム・ジャウォン）がそれぞれそそのかして、生母尹氏誅殺に関係した者を捕らえて処刑している（甲子士禍）。
燕山君は全土から女性を徴発し、世祖が建てた円覚寺（現在のタプコル公園）を王の享楽の場である掌楽院に変え、最高学府の成均館も妓生らとの遊興の場に変えた。燕山君は多数の妓生を引き連れて遊興にうつつを抜かし、諫言する功臣たちはことごとく残酷な刑罰で処刑した。
臣下たちの怒りが頂点に達した結果、彼らの確執と離反を招く結果となり、1506年9月2日に勲旧派勢力の朴元宗および成希顔・柳順汀らが企てた宮廷クーデターによって燕山君は失脚し、江華島に配流、王位を剥奪されて燕山君に封じられた。この時、任士洪・金子猿、更に燕山君の寵姫である張緑水は反対勢力の手によりそれぞれ斬首刑となっている。また正妃慎氏も同時に廃位され、残された王子たちは全て処刑され、更に残された王女たちは全て奴婢にされた。
配流からおよそ2カ月後、燕山君は数え年の31歳（満30歳）で死去した。後世の第15代国王光海君と同様、廃された王であるため、諡号はない。後継には成宗の次男で燕山君の異母弟である晋城大君李懌（即位して中宗）が推戴された。

## 家系
- 祖父: 懿敬世子 李暲（1438年 - 1457年）- 追尊王（諡号: 徳宗）
- 祖母: 仁粋大妃韓氏（1437年 - 1504年）
- 父: 成宗（1457年 - 1494年）
- 嫡母: 貞顕王后尹氏（1462年 - 1530年）
- 実母: 斉献王后/廃妃尹氏（1455年 - 1482年）

- 正室: 居昌郡夫人/廃妃慎氏（1476年 - 1537年）- 居昌府院君慎承善（朝鮮語版）の娘、夫と共に廃位
  - 大君（1494年[2]）- 同年薨去[3]
  - 徽順公主（朝鮮語版） 李寿億[4]（生没年不詳）- 両親と共に廃位[4]。具文璟正室、後離縁[5]
  - 廃世子 李𩔇（朝鮮語版）（1498年 - 1506年）- 中宗反正後賜死[6]
  - 昌寧大君 李誠（朝鮮語版）（1501年 - 1506年）- 中宗反正後賜死[6]
- 後宮: 淑儀李氏（朝鮮語版）（生没年不詳）- 李拱の娘。夫と共に廃位[7]。諱は李貞伊[8]
  - 陽平君 李仁（朝鮮語版）（1498年 - 1506年）- 中宗反正後賜死[6]
- 後宮: 淑儀尹氏（朝鮮語版）（1481年 - 1568年[9]）- 尹萱の娘[10]。夫と共に廃位[7]
- 後宮: 淑儀郭氏（朝鮮語版）（生没年不詳）- 郭璘の娘[11]。夫と共に廃位[7]
- 後宮: 淑儀権氏（生没年不詳）- 権齢の娘[11]。夫と共に廃位[7]
- 後宮: 淑儀閔氏（朝鮮語版）（生没年不詳）- 閔孝孫の娘[11]。夫と共に廃位[7]
- 後宮: 淑容 張緑水（生年不詳 - 1506年）- 中宗反正後斬首刑
  - 翁主 李霊寿（1502年 - 没年不詳）
- 後宮: 淑容 田非（朝鮮語版）（生年不詳 - 1506年）- 中宗反正後斬首刑
  - 翁主（生没年不詳）[12]
- 後宮: 淑媛崔氏（生没年不詳）[13]
- 後宮: 淑媛張氏（生没年不詳）[14]
- 後宮: 淑媛李氏（生没年不詳）[14]
- 後宮: 淑媛 金貴非（中国語版）（1478年 - 1506年）- 中宗反正後斬首刑
- 他、宮女や妓生等多数
  - 王子 李敦寿（生年不詳 - 1506年）- 実母不明。中宗反正後賜死[6]

## 燕山君が登場する作品
小説
- 錦衫の血 - 朴鍾和作、毎日新報、1936年。博文書館、1938年、上下巻[15]。2017年、セウム。ISBN 9791187192305
- 洪吉童 - 朴淵禧（朝鮮語版）作、東亜日報、1972-1974年。甲寅出版社、1975年、全6巻[16]。
- 朝鮮王朝500年 思母曲、暴君燕山 - 辛奉承（朝鮮語版）作。1985年、金星出版社。
- 朝鮮国王 燕山君 - イ・スグァン作、チェンムン、2015年。ISBN 9788931578584

戯曲
- 爾（朝鮮語版） - キム・テウン作、2000年初演[17]

映画
- 燕山君（錦衫の血の映画化作品[18]。1962年、日本未公開、配役: シン・ヨンギュン）[19]
- 暴君燕山（1962年、日本未公開）
- 燕山君（1987年、日本未公開、配役: イ・デグン（朝鮮語版））[20]
- 燕山日記（朝鮮語版）（1988年、配役: ユ・インチョン（朝鮮語版））[21]
- 王の男（爾の映画化作品[17]。2005年、配役: チョン・ジニョン）
- 背徳の王宮（朝鮮語版）（2015年、配役: キム・ガンウ（英語版））[22]

テレビドラマ
- 朝鮮王朝五百年 雪中梅（MBC、1984－1985年、日本未公開、配役: イム・ヨンギュ（朝鮮語版））[23]
- 韓明澮 〜朝鮮王朝を導いた天才策士〜（KBS、1994年、配役: イ・ミヌ（英語版））
- 王妃チャン・ノクス -宮廷の陰謀-（KBS、1995年、配役: ユ・ドングン）
- 王と妃（KBS、1998-2000年、配役: アン・ジェモ）
- 宮廷女官チャングムの誓い（MBC、2003-2004年、配役: チョン・ギソン（朝鮮語版））
- 王と私（SBS、2007年、配役: チョン・テウ、チョン・ユンソク（英語版）（子役））
- インス大妃（JTBC、2012年、配役: チン・テヒョン）
- 逆賊-民の英雄ホン・ギルドン-（MBC、2017年、配役:キム・ジソク）
- 七日の王妃（KBS、2017年、配役: イ・ドンゴン、アン・ドギュ（英語版）（子役））

漫画
- 大君として生きよ（SMARTOON、文：Dopamine /作画：KIM TaeHyung /原案： Gu-sa）